# Cubitalia boyadjiani
Cubitalia boyadjiani är en biart som först beskrevs av Joseph Vachal 1907.  Cubitalia boyadjiani ingår i släktet Cubitalia och familjen långtungebin. Inga underarter finns listade i Catalogue of Life.